# România și armele de distrugere în masă
În anii 1980, în timpul conducerii lui Nicolae Ceaușescu, România a avut un program secret menit să dezvolte arme nucleare, care încălca ratificarea de către această țară a Tratatului de neproliferare nucleară din 1970.  Programul a fost oprit după Revoluția din 1989. În prezent, România este considerată ca țară care nu posedă arme de distrugere în masă, folosind energia nucleară doar pentru scopuri civile. 

## Program nuclear
"România a început să construiască un program nuclear pașnic la mijlocul anilor '50, când Uniunea Sovietică, răspunzând programului Atomi pentru Pace al Statelor Unite, și-a slăbit restricțiile privind cooperarea nucleară" . Ceea ce a determinat România să negocieze cu Occidentul a fost faptul că URSS-ul i-a respins inițial cererile pentru un reactor de cercetare . Intențiile acestui program au fost clarificate și avansate în etape, prin negocierile României cu mai multe țări pe piața deschisă.
Câteva exemple de evoluție a intențiilor și a etapelor de dezvoltare sunt următoarele: reactorul de cercetare sovietic, instalat la Măgurele, reactorul subcritic HELEN, cumparat din Marea Britanie, și declarații facute de Ceausescu conform carora ar fi fost interesat de o cooperare cu Partidul Comunist Israelian pentru construirea unei arme atomice .
Unii experti consideră că programul militar românesc a început în 1984, însă alții au găsit dovezi că conducerea  română ar fi putut urmări statutul de eschivant nuclear mai devreme, în 1967 (vezi, de exemplu, declarațiile făcute către Israel, asociat cu minuta conversației dintre Ceausescu si Kim Ir Sen, unde Ceaușescu spunea: „dacă dorim să construim o bombă atomică, ar trebui să colaborăm și în acest domeniu").
România a avut un program nuclear de cercetare încă din 1949, acesta fiind axat pe utilizarea izotopilor radioactivi în medicină și în industrie. Programul militar a început în 1978, împreună cu programul pentru prima centrală nucleară. Programul Dunărea a avut loc la Institutul de Cercetări Nucleare Măgurele și a fost supravegheat strict de Securitate.
Programul a fost terminat după Revoluția Română, iar în prezent, România este considerată fără arme de distrugere în masă folosind energia nucleară doar în scopuri civile.
Alti experti considera ca programul militar a fost început în 1978, odată cu programul pentru prima centrală nucleară. Programul Dunărea a avut loc la Institutul de Cercetări Nucleare Măgurele și a fost supravegheat strict de Securitate.
Potrivit lui Mihai Bălănescu, fostul director al institutului de cercetare, programul avea trei departamente: unul care se ocupa de dezvoltarea armelor nucleare, unul pentru dezvoltarea de rachete de rază medie și un al treilea care se ocupa de arme chimice și biologice.
Dezertarea generalului Securității, Ion Mihai Pacepa, a fost, după Lucia Hossu Longin, cel puțin parțial legată de ordinul dat de Ceaușescu, de a obține tehnologia pentru un anumit element necesar dezvoltării armelor nucleare.
În iulie 1989, ministrul maghiar de externe, Gyula Horn, a acuzat România că prezenta o amenințare militară pentru Ungaria, prin programul său nuclear și printr-un program de dezvoltare a rachetelor cu rază medie. Horn a susținut că oficialii români la nivel înalt au anunțat că România este capabilă să construiască astfel de arme, însă Guvernul României a negat astfel de pretenții.
Armata României a avut în dotare rachete balistice de tip 9K52 Luna-M FROG-7 si R-17 Elbrus Scud-B, care puteau transporta focoase nucleare, însa rachetele din Romania erau dotate doar cu focoase cu explozibil conventional.

## Mitingurile împotriva nuclearizării
În ciuda acestui program secret, guvernul lui Ceaușescu a organizat mitinguri masive împotriva proliferării nucleare. De exemplu, la un astfel de miting din decembrie 1981, el s-a adresat unei mulțimi de 300.000, susținând că oamenii din Est și Vest ar trebui „să-i oprească pe cei care pregătesc războiul atomic”. El a îndemnat, de asemenea, SUA și URSS să pună capăt cursei armelor, o cursă care a dus la plasarea de rachete nucleare de rază medie în Europa, argumentând că numai prin oprirea acestui concurs, „umanitatea ... poate fi salvată de la o catastrofă”
În 1989, Ceaușescu a susținut că România avea tehnologia pentru a construi arme nucleare, dar că rămăsese „ferm hotărât să lupte împotriva armelor nucleare”.

## Înțelegeri cu alte țări
România a fost de asemenea implicată și în negocieri cu mai multe state de pe piața licita cu tehnologii și materiale nucleare .  După ce a primit asistență sovietică prin programul „Atomul pașnic”, România și-a văzut solicitările pentru o centrală nucleară respinse de Moscova. Uniunea Sovietică, care era îngrijorată de testul nuclear al Chinei din octombrie 1964, a încercat să reducă aspirațiile nucleare ale României prin oferta condițională al unui reactor de apă ușoară, în 1967. Totuși, sovieticii au continuat să amâne furnizarea tehnologiei, iar România a început „să folosească o strategie de manipulare a furnizorilor din 1964 până în 1978”. 
"Pe lângă învrăjbirea Marii Britanii împotriva Franței la mijlocul anilor șaizeci, România a negociat cu Canada, Italia, Suedia, Statele Unite și Germania de Vest". De asemenea, s-a angajat în negocieri cu Franța și cu SUA simultan, invrajbindu-le unul împotriva celuilalt pe durata negocierilor pentru a obține o tehnologie nucleară mai bună și condiții mai relaxate, așa cum au făcut și cu alte țări.
Această strategie a inclus tranzacții separate cu privire la un ansamblu subcritic din Marea Britanie (HELEN), un reactor de cercetare de la Gulf Corporation, în 1974, cu celule fierbinți (care sunt „camere izolate pentru protectia impotriva radiațiilor”) din SUA (neîncheiată) și din Franța (încheiată în 1978), și 5 reactoare de putere CANDU din Canada, încheiată în 1976.
După 1989, s-a dezvăluit că, în 1986, Guvernul Ceaușescu a redirecționat în mod necorespunzător o aprovizionare de 14 tone de apă grea originară din Norvegia către India. Apa grea este un ingredient important în crearea armelor nucleare, iar expedierea în India a fost o altă încălcare a Tratatului de neproliferare. 

## După Revoluția din 1989
După Revoluția Română din 1989, România a anunțat Agenției Internaționale a Energiei Atomice (IAEA) că are 100 mg de plutoniu în 1985 la Institutul de Cercetări Nucleare din Pitești, și a permis acces complet la facilitățiile sale IAEA-ului, pentru inspecție și monitorizare. Conform unui articol din 1992 în Nucleonics Week**, plutoniul a fost realizat folosind un reactor de cercetare TRIGA, dat României de către Statele Unite în anii '70. 
În 2003, România a predat către AIEA 15 kg de combustibil de uraniu puternic îmbogățit pentru reactorul de cercetare.